# The Sweet Inspirations
The Sweet Inspirations è stato gruppo musicale vocale statunitense femminile in attività negli anni sessanta.
Il gruppo era formato da Emily "Cissy" Houston (madre di Whitney), Dee Dee Warwick, Dionne Warwick e Doris Left, queste ultime due poi sostituite da Sylvia Shemwell e Myrna Smith. In seguito entrerà nel gruppo anche Estelle Brown.
Entreranno in classifica con Why e Let it be me (1967), altri successi Unchained melody, Think e Chain of fools.
In Italia parteciperanno al Festival di Sanremo 1969 con Baci baci baci cantata in abbinamento con Wilma Goich.
Dal 1969 al 1977 saranno il gruppo vocale di Elvis Presley, accompagnandolo anche nelle sue numerose tournée per circa mille esibizioni, prima insieme a Millie Kirkham e gli Imperials Quartet, in seguito con Kathy Westmoreland e J. D. Sumner and the Stamps.
Da qualche anno sono impegnate insieme alla TCB Band a portare avanti la musica di Elvis in giro per il mondo. Anche in Italia hanno presenziato a vari show organizzati in onore di Elvis Presley e cantato a fianco di alcuni interpreti locali. Tra i più influenti l'indimenticabile Stefano Bardelli e il cantante italocanadese Joe Ontario.